# Delegação de Equiti na Assembleia Nacional da Nigéria
A delegação do estado de Equiti na Assembleia Nacional da Nigéria compreende três representantes eleitos para o Senado da Nigéria que representam as regiões do Equiti Central, Equiti do Norte e Equiti do Sul, além de seis deputados para a Câmara dos Representantes que representam os distritos eleitorais de Equiti Central 1, Equiti Central 2, Equiti Norte 1, Equiti Norte 2, Equiti Sul 2 e Equiti Sul 2.

## Quarta República (1999–presente)

### 4ª Legislatura (1999–2003)
|           |                           |         |                    |           |          |
| Cargo     | Nome                      | Partido | Distrito Eleitoral | Mandato   | Situação |
|           |                           |         |                    |           |          |
| Senadores | Ayo Ade Oni               | AD      | Equiti Central     | 1999–2003 | Eleito   |
| Senadores | Joseph Olatunji Ajayi     | AD      | Equiti Norte       | 1999–2003 | Eleito   |
| Senadores | Gbenga Daniel Aluko       | PDP     | Equiti Sul         | 1999–2003 | Eleito   |
|           |                           |         |                    |           |          |
| Deputados | Adedayo Fajura Charles    | AD      | Equiti Central 1   | 1999–2003 | Eleito   |
| Deputados | Ropo Ige                  | AD      | Equiti Central 2   | 1999–2003 | Eleito   |
| Deputados | Olusegun Raphael Ojo      | AD      | Equiti Norte 1     | 1999–2003 | Eleito   |
| Deputados | Owoola Ogunsanmi          | AD      | Equiti Norte 2     | 1999–2003 | Eleito   |
| Deputados | Ajayi Joseph Aderemi      | AD      | Equiti Sul 1       | 1999–2003 | Eleito   |
| Deputados | Aladejebi Francis Oluyemi | AD      | Equiti Sul 2       | 1999–2003 | Eleito   |

### 8ª Legislatura (2015–2019)
|           |                              |         |                    |           |          |
| Cargo     | Nome                         | Partido | Distrito Eleitoral | Mandato   | Situação |
|           |                              |         |                    |           |          |
| Senadores | Fatimat Olufunke Raji-Rasaki | PDP     | Equiti Central     | 2015–2019 | Eleito   |
| Senadores | Duro Faseyi                  | PDP     | Equiti Norte       | 2015–2019 | Eleito   |
| Senadores | Abiodun Olujimi              | PDP     | Equiti Sul         | 2015–2019 | Eleito   |
|           |                              |         |                    |           |          |
| Deputados | Thaddeus Aina                | PDP     | Equiti Central 1   | 2015–2019 | Eleito   |
| Deputados | Segun Adekoka                | PDP     | Equiti Central 2   | 2015–2019 | Eleito   |
| Deputados | Oni Olamide                  | PDP     | Equiti Norte 1     | 2015–2019 | Eleito   |
| Deputados | Sunday Oladimeji             | PDP     | Equiti Norte 2     | 2015–2019 | Eleita   |
| Deputados | Akinyede Awodumila           | PDP     | Equiti Sul 1       | 2015–2019 | Eleito   |
| Deputados | Kehinde Agboola              | PDP     | Equiti Sul 2       | 2015–2019 | Eleito   |

### 9ª Legislatura (2019–2023)
|           |                              |         |                    |           |          |
| Cargo     | Nome                         | Partido | Distrito Eleitoral | Mandato   | Situação |
|           |                              |         |                    |           |          |
| Senadores | Michael Opeyemi Bamidele     | APC     | Equiti Central     | 2019–2023 | Eleito   |
| Senadores | Olubunmi Ayodeji Adetunmbi   | APC     | Equiti Norte       | 2019–2023 | Eleito   |
| Senadores | Christine Biodun Olujimi     | PDP     | Equiti Sul         | 2019–2023 | Eleita   |
|           |                              |         |                    |           |          |
| Deputados | Ibrahim Kunle Olanrewaju     | APC     | Equiti Central 1   | 2019–2023 | Eleito   |
| Deputados | Raphael Adaramodu Adeyemi    | APC     | Equiti Central 2   | 2019–2023 | Eleito   |
| Deputados | Ogunlola Omowumi Olubunmi    | APC     | Equiti Norte 1     | 2019–2023 | Eleito   |
| Deputados | Abdulraheem Olatunji Olawuyi | APC     | Equiti Norte 2     | 2019–2023 | Eleito   |
| Deputados | Richard Olufemi Bamisile     | APC     | Equiti Sul 1       | 2019–2023 | Eleito   |
| Deputados | Kehinde Agboola              | APC     | Equiti Sul 2       | 2019–2023 | Reeleito |